# Capitania General de Xile
La Capitania General de Xile va ser una entitat territorial integrant de l'Imperi Espanyol entre 1541 i el 1818, com la independència de la República de Xile.
La Capitania General s'ubicava en la vora sud-occidental d'Amèrica del Sud, en el costat de l'oceà Pacífic i també abastava tot el territori complet de la Patagònia del costat oriental fins a l'oceà Atlàntic. El seu límit septentrional era el desert d'Atacama i el límit meridional era el pol Sud; sense embargament, estaven realment ocupats els territoris a la zona occidental de la Serralada dels Andes entre el desert d'Atacama i el riu Biobío, conegut com La Frontera, a més de la ciutat-forta de Valdivia i l'Illa Gran de Chiloé. La capital de la Capitania fou la ciutat de Santiago de Nueva Extremadura.

Capitania General de Xile, 1775